# Simbi (Mali)
Simbi é uma pequena vila e comuna no Cercle de Nioro du Sahel na Kayes (região) do Sudoeste do Mali. Em 1998, a comuna tinha uma população de 15 658.